# Геоид
Геоид је еквипотенцијална површ, на коју је, у свакој њеној тачки, правац силе теже управан. То је неправилна површ, која се поклапа са мирном површи воде у океанима. Појам речи геоид (грч. Gea - Земља и oidos - онај који је налик некоме или нечему) први пут је употребио Г. И. Листинг 1873. године.
Геоид, који се на океанима поклапа са нивоом воде, продужава се испод континената, тако да је у свакој његовој тачки сила теже усмерена по нормали на геоид (у ствари, нормална је на тангенту раван геоида у тачки посматрања). Положај геоида под континентима може се представити замишљеном мрежом канала просеченим кроз чврсту кору и спојеним са океанима, довољно уским, али у којима нема трења и утицаја капиларности. Тада би вода из океана, попунивши канале, достигла ниво који би одговарао површи геоида.
Првим приближењем облику Земље сматра се сфера, другим ротациони елипсоид, док стварни облик Земље најприближније описује геоид. Геоид се разликује од елипсоида око 100 m, што значи да су одступања геоида од стварног облика Земље истог реда као и код елипсоида. Прелазак са елипсоида на геоид на континентима не решава задатак следећег приближења.
Како је геоид неправилна фигура, он не може да се изрази аналитички. То значи да се геоид не може користити за решавање разних геодетских задатака. Без обзира на то, геоид има велики научни и практични значај. У односу на геоид одређују се апсолутне висине тачака физичке површи Земље, а пошто се геоид поклапа са мирном површи воде океана, висине над геоидом обично се називају надморске висине.
Према Гаусу, који га је први описао, то је „математичка фигура Земље“, глатка, али неправилна површина чији облик је резултат неравномерне расподеле масе унутар и на површини Земље. Може се спознати само путем опсежних гравитационих мерења и прорачуна. Упркос томе што је то био важан концепт скоро 200 година у историји геодезије и геофизике, дефинисан је са великом прецизношћу тек од напретка сателитске геодезије крајем 20. века.
Све тачке на површини геоида имају исти геопотенцијал (збир гравитационе потенцијалне енергије и центрифугалне потенцијалне енергије). Сила гравитације делује свуда окомито на геоид, што значи да се линије виска усмеравају окомито, а нивои воде су паралелни са геоидом ако делују само гравитација и ротационо убрзање. Земљино гравитационо убрзање је неуједначено преко геоида, који је само еквипотенцијална површина, што је довољан услов да лопта мирује уместо да се котрља преко геоида.. Валовитост геоида или геоидна висина је висина геоида у односу на дати референтни елипсоид.

## Одређивање
Израчунавање валовитости је математички изазов. Због тога многи ручни GPS пријемници имају уграђене претражне табеле валовитости за одређивање висине изнад нивоа мора.
Прецизно решење геоида од стране Ваничека и сарадника побољшало је стокезијански приступ прорачуну геоида. Њихово решење омогућава тачност од милиметара до центиметра у прорачуну геоида, што је побољшање реда величине у односу на претходна класична решења.
Геоидне валовитости показују несигурности које се могу проценити коришћењем неколико метода, нпр. колокација најмањих квадрата (LSC), расплинута логика, вештачке неуронске мреже, радијалне базне функције (РБФ) и геостатистичке технике. Геостатистички приступ је дефинисан као најнапреднија техника у предвиђању валовитости геоида.

## Промене кроз време
Сателитске мисије почетком 21. века, као што су Gravity Field and Steady-State Ocean Circulation Explorer (GOCE) и ,  су омогућиле праћење промена геоида кроз време. Први резултати мисије GOCE су објављени јуна 2010. године од стране корисничких сервиса за преглед Земље Европске свемирске агенције (ESA), која је лансирала сателит марта 2009. године са намером да мапира гравитацију Земље са до тада незабележеном тачношћу и резолуцијом. Нови модел геоида је објављен 31. марта 2011. године, на четвртој међународној корисничкој радионици GOCE пројекта на Техничком универзитету у Минхену, Немачка. Истраживања која користе овај временски-завистан геоид модел су нам донела информације о глобалним хидролошким циклусима, масама ледника, и постглацијалном издизању. Мерења постглацијалног издизања и временска компонента података са сателита GRACE се могу користити за извођење података о вискозности Земљиног омотача.